# Arcybiskupstwo Zachodnioeuropejskich Parafii Tradycji Rosyjskiej
Arcybiskupstwo Zachodnioeuropejskich Parafii Tradycji Rosyjskiej – eparchia Rosyjskiego Kościoła Prawosławnego, z siedzibą w Paryżu. Ordynariuszem administratury jest metropolita dubniński Jan (Renneteau).

## Historia
15 października 1920 r. Tymczasowy wyższy zarząd cerkiewny na południowym wschodzie Rosji wyznaczył arcybiskupa żytomierskiego i wołyńskiego Eulogiusza na zwierzchnika rosyjskich parafii w Europie zachodniej na prawach biskupa diecezjalnego. Do tej pory funkcjonujące na zachodzie Europy cerkwie podporządkowane były jurysdykcyjnie eparchii petersburskiej (potem piotrogrodzkiej). Decyzja ta została potwierdzona dekretami patriarchy moskiewskiego i całej Rosji Tichona nr 423 i 424 z 26 marca/8 kwietnia 1921 r., za zgodą metropolity piotrogrodzkiego i gdowskiego Beniamina. Zakładano jednak, że będzie to rozwiązanie tymczasowe. Przy tworzeniu de facto niezależnego od Moskwy Rosyjskiego Kościoła zagranicznego, parafie podległe arcybiskupowi Eulogiuszowi weszły w jego skład. Ich przedstawiciele uczestniczyli w soborze w Sremskich Karlovcach (listopad–grudzień 1921), którego decyzje i końcowe przesłanie wywołały skrajnie negatywną reakcję kierownictwa politycznego RFSRR. 
26 lutego 1924 r., zgodnie z prawem francuskim, została zarejestrowana organizacja religijna pod nazwą „Union Directrice des Associations Orthodoxes Russes”, koordynująca działalność parafii rosyjskich we Francji.
W 1926 metropolita Eulogiusz poróżnił się z Synodem Biskupim Rosyjskiego Kościoła Prawosławnego poza granicami Rosji i w 1927 uznał zwierzchnictwo Patriarchatu Moskiewskiego, kierowanego przez locum tenens metropolitę Sergiusza (Stragorodskiego). Część parafii postanowiła jednak pozostać w Cerkwi zagranicznej, tworząc równoległą eparchię zachodnioeuropejską z siedzibą w Paryżu.
Na początku 1930 metropolita Zachodnioeuropejskiego Egzarchatu Rosyjskiego Kościoła Prawosławnego Eulogiusz wziął udział w modlitwach za „cierpiący Kościół rosyjski” odprawionych przez anglikańskiego biskupa Canterbury. Z tego powodu metropolita Sergiusz, locum tenens Patriarchatu Moskiewskiego, deklarujący lojalność wobec władz stalinowskich, odebrał mu godność egzarchy i zawiesił w stanie duchownym. Eulogiusz nie uznał tej decyzji i zdecydował się przejść pod jurysdykcję patriarchy Konstantynopola razem z całą podlegającą mu strukturą. 17 lutego 1931 patriarcha Focjusz II przyjął ją pod swoją zwierzchność, organizując podległe egzarchatowi cerkwie w nowej, tymczasowej strukturze określonej jako Egzarchat Parafii Rosyjskich w Europie Zachodniej. Ten sam dokument nadawał metropolicie godność patriarszego egzarchy. Rosyjski Kościół Prawosławny nie zaakceptował tych wydarzeń i 30 kwietnia 1931 potwierdził odebranie kapłaństwa Eulogiuszowi oraz wykluczenie z Kościoła jego zwolenników (tzw. „eulogian”).  
W 1945 Eulogiusz zdecydował się na powrót do Rosyjskiego Kościoła Prawosławnego i został do niego ponownie przyjęty. Rosyjski Kościół Prawosławny przywrócił mu godność egzarchy i uznał, że cała podlegająca mu struktura na nowo stała się częścią Cerkwi rosyjskiej. Większość wiernych i kleru egzarchatu nie zaakceptowała jednak tej decyzji i wyraziła wolę pozostania w dotychczasowej jurysdykcji.
18 grudnia 1959 zmarł metropolita Włodzimierz (Tichonicki). 12 czerwca 1960 nadzwyczajnym zjazdem diecezjalnym biskup syrakuski Jerzy (Tarasow) został wybrany jego następcą. 12 października 1960 patriarcha Konstantynopola Atenagoras zatwierdził biskupa Jerzego, ale z podniesieniem do godności arcybiskupa, a nie metropolity.
W 1965, w związku z kontrowersjami wokół statusu kanonicznego parafii, patriarcha Atenagoras zrzekł się zwierzchnictwa nad egzarchatem, rozwiązał go i polecił parafiom powrót do Patriarchatu Moskiewskiego. Kler egzarchatu, na czele z arcybiskupem Jerzym, nie zgodził się jednak na takie rozwiązanie i jednostronnie ogłosił się „Autonomicznym Kościołem we Francji i Europie Zachodniej”, który nie został uznany przez żaden kanoniczny Kościół prawosławny. W związku z tym 22 stycznia 1971 patriarcha Konstantynopola ponownie przyjął pod swoją jurysdykcję parafie rosyjskie, które nie powróciły do patriarchatu moskiewskiego ani nie znalazły się w Rosyjskim Kościele Prawosławnym poza granicami Rosji. Wspólnota nosiła nazwę Rosyjskie Arcybiskupstwo Prawosławne Europy Zachodniej. W 1999 utworzyły one Zachodnioeuropejski Egzarchat Parafii Rosyjskich.
27 listopada 2018 r. Święty Synod Patriarchatu Konstantynopolitańskiego zlikwidował Zachodnioeuropejski Egzarchat Parafii Rosyjskich, co według przedstawicieli struktury stało się bez porozumienia i konsultacji z nimi. Parafie, klasztory i inne wspólnoty podlegające dotąd egzarchatowi w myśl tej decyzji miały zostać podporządkowane eparchiom, w których granicach się znajdują. Już następnego dnia stojący na czele egzarchatu arcybiskup Jan oznajmił, iż nie zamierza podporządkować się decyzji synodu i będzie nadal kierować strukturą w jej dotychczasowym kształcie.
23 lutego 2019 r. zgromadzenie przedstawicieli duchowieństwa i świeckich egzarchatu w znacznej większości opowiedziało się za utrzymaniem administratury jako odrębnej struktury kościelnej.
1 września 2019 r. Patriarchat Konstantynopolitański potwierdził swoje wcześniejsze decyzje dotyczące egzarchatu, podporządkowując jego parafie metropolicie galijskiemu. 7 września w Paryżu odbyło się nadzwyczajne zgromadzenie duchowieństwa i świeckich, które miało rozważyć możliwość przejścia parafii egzarchatu w jurysdykcję Patriarchatu Moskiewskiego. Decyzja ta zyskała poparcie większości obecnych, ale nie większość 2/3 głosów, konieczną do podejmowania takich decyzji. 14 września kierujący egzarchatem arcybiskup Jan ogłosił przejście w jurysdykcję Patriarchatu Moskiewskiego w imieniu własnym i całej podległej struktury. Tego samego dnia Święty Synod Patriarchatu Moskiewskiego przyjął tę prośbę, nadał hierarsze tytuł arcybiskupa dubnińskiego i prawo dalszej kontroli nad parafiami, które faktycznie będą chciały zmiany jurysdykcji. 7 października 2019 r. Święty Synod postanowił przyjąć w skład Rosyjskiego Kościoła Prawosławnego wszystkie placówki duszpasterskie uznające zwierzchnictwo arcybiskupa Jana, tworząc z nich nową administraturę – Arcybiskupstwo Zachodnioeuropejskich Parafii Tradycji Rosyjskiej.
W listopadzie 2018 r. w skład Zachodnioeuropejskiego Egzarchatu Parafii Rosyjskich wchodziło 115 placówek (parafii, klasztorów i innych wspólnot). W końcu 2019 r. Arcybiskupstwo Zachodnioeuropejskich Parafii Tradycji Rosyjskiej grupowało 67 placówek, czyli 58% stanu egzarchatu przed jego likwidacją. Powyższe dane dokładnie odzwierciedlają wynik głosowania przedstawicieli parafii dawnego egzarchatu z 14 września 2019 r. – za przyjęciem jurysdykcji Patriarchatu Moskiewskiego opowiedziało się 58% głosujących. Pozostałe placówki byłego egzarchatu weszły w skład lokalnych administratur Patriarchatu Konstantynopolitańskiego albo przyjęły jurysdykcję innych Cerkwi.

## Zarządzający
- Eulogiusz (Gieorgijewski) (1921–1946)
- Włodzimierz (Tichonicki) (1946–1959)
- Jerzy (Tarasow) (1960–1981)
- Jerzy (Wagner) (1981–1993)
- Sergiusz (Konowałow) (1993–2003)
- Gabriel (de Vylder) (2003–2013)
- Hiob (Getcha) (2013–2015)
- Jan (Renneteau) (od 2016)

## Struktura administracyjna

### Główna świątynia
Katedrą arcybiskupstwa jest sobór św. Aleksandra Newskiego w Paryżu.

### Dekanaty
Arcybiskupstwo dzieli się na 13 dekanatów:
- Dekanat paryski północno-wschodni (10 placówek)
- Dekanat paryski południowo-zachodni (4 placówki)
- Dekanat Bretanii (5 placówek)
- Dekanat Doliny Loary i Poitou (5 placówek)
- Dekanat Francji centralnej (4 placówki)
- Dekanat Francji wschodniej (2 placówki)
- Dekanat Francji południowo-wschodniej (5 placówek)
- Dekanat Francji południowo-zachodniej (2 placówki)
- Dekanat Beneluksu (8 placówek)
- Dekanat niemiecki (6 placówek)
- Dekanat skandynawski (2 placówki)
- Dekanat Wielkiej Brytanii (9 placówek)
- Dekanat włoski (10 placówek)

### Klasztory
W skład arcybiskupstwa wchodzą następujące monastery i skity:
- Monaster św. Sylwana z Atosu w Saint-Mars-de-Locquenay
- Skit św. Jana w Digne-les-Bains (w dekanacie Francji południowo-wschodniej)
- Skit Kazańskiej Ikony Matki Bożej w Moisenay (w dekanacie paryskim południowo-zachodnim)
- Skit Wszystkich Świętych Ziemi Ruskiej w Mourmelon-le-Grand (w dekanacie Francji wschodniej)
- Skit św. Fuy w Saint-Julien-des-Points
- Skit św. Anny w York (w dekanacie Wielkiej Brytanii)

### Inne
- Instytut Teologii Prawosławnej św. Sergiusza z Radoneża w Paryżu[13]
- Bractwo Prawosławne św. Michała w Lissac[13]